# Georg Caspari (Theologe)
Georg Caspari (* 17. April 1683 in Riga; † 12. April 1743 in Riga) war ein deutsch-baltischer evangelischer Theologe und Prediger in Riga.
Georg Caspari war der Sohn des Theologen David Caspari (1648–1702) und Bruder des Rigaer Ratsherrn Melchior Caspari (??–1743). Ein weiterer Bruder war Johann Caspari (1680–1708), der ebenso wie Georg in Rostock studierte.
Ab 1703 studierte Georg Caspari an der Universität Rostock. 1713 erlangte er dort auch den Grad des Magisters an der Philosophischen Fakultät. Gleichzeitig erfolgte auch die Rezeption an der Philosophischen Fakultät. Wie Caspari in der Folge wirkte, ob er eventuell Vorlesungen an der Universität hielt oder andere Arbeitsstellen innehatte, ist nicht bekannt. Er hielt sich jedoch, bevor er 1723 nach Riga zurückkehrte, in Rostock und Greifswald auf.
Nach Riga zurückgekehrt wurde er 1724 Diakon am dortigen Dom, 1725 Archidiakon an der St.-Petri-Kirche, 1736 Wochenprediger und 1738 Oberwochenprediger.